# Katastrofa lotu Surinam Airways 764
Katastrofa lotu Surinam Airways 764 – katastrofa lotnicza, która wydarzyła się 7 czerwca 1989, Douglas DC-8 należący do surinamskich linii lotniczych Surinam Airways, wykonywał rejs z Amsterdamu do stolicy Surinamu – Paramaribo. Do katastrofy doszło podczas podejścia do lądowania na lotnisko Paramaribo-Zanderij w Paramaribo. Zginęło 176 ze 187 osób na pokładzie.
Podczas badania przyczyn katastrofy wykryto znaczące uchybienia w wyszkoleniu pilotów Surinam Airways. Przyczyną katastrofy były błędy pilota, który opierał się na niewłaściwych wskazaniach nawigacyjnych oraz ignorował alarmy o zbliżającym się niebezpieczeństwie, co skutkowało rozbiciem się maszyny.

## Samolot
Samolot, który brał udział w zdarzeniu to Douglas DC-8 napędzany przez cztery silniki Pratt & Whitney JT3D-7, który został wyprodukowany w 1969 dla Braniff International Airways. Samolot uległ wypadkowi w 1979. Po naprawieniu sprzedano go liniom Surinam Airways. W oficjalnym raporcie na temat lotu 764 nie odnotowano, aby incydent z 1979 miał jakikolwiek wpływ na tę katastrofę.

## Przebieg wydarzeń
Samolot planowo wystartował z portu lotniczego Schiphol w Amsterdamie o godzinie 23:25 w dniu 6 czerwca. Lot przebiegał spokojnie do momentu podejścia do lądowania. Piloci po długim locie przez Atlantyk mieli początkowo wykonać podejście VOR/DME do pasa 10 na lotnisko Paramaribo-Zanderij w Paramaribo. Jednak warunki pogodowe na lotnisku były trudne, widoczność wynosiła zaledwie 900 m. Załoga poniechała podejście VOR/DME i rozpoczęła podejście proceduralne ILS, z reguły dokładniejsze i bezpieczniejsze od VOR/DME; jednak nadajnik ILS na lotnisku w Zanderij nie funkcjonował prawidłowo. Piloci sugerując się wskazaniami przyrządów sądzili, że za chwilę zobaczą próg pasa startowego; nie zdawali sobie sprawy, że źle działający nadajnik ILS spowodował, że maszyna zeszła z prawidłowego kursu. Zeszli poniżej wysokości minimalnej i wtedy w kabinie pilotów rozległ się alarm o zbliżającej się ziemi, jednak załoga zignorowała to ostrzeżenie myśląc, że znajdują się na ścieżce. Chwilę później silnik nr 2 uderzył w drzewo na wysokości 25 m nad ziemią. Po krótkim czasie samolot ponownie ściął inne drzewo; część skrzydła uległa oderwaniu, samolot wykonał półobrót i rozbił się w dżungli zabijając 175 osób. 12 osób przeżyło katastrofę; jedna zmarła po trzech dniach w szpitalu.

## Kolorowa 11
Wśród pasażerów feralnego rejsu 764 znajdowali się piłkarze surinamskiej drużyny piłkarskiej, która zawodowo grała w Holandii znana jako kolorowe 11 (ang. Colourful 11). Zespół powstał z inicjatywy surinamskiej mniejszości narodowej w Holandii. 15 piłkarzy z 18 zginęło w katastrofie, w tym rezerwowy bramkarz Ajaksu Amsterdam, Lloyd Doesburg. Jedynym z ocalałych piłkarzy, który po katastrofie wrócił na boisko był Radjin de Haan, który występował m.in. w FC Eindhoven i FC Den Bosch.

## Dochodzenie
Przez rząd Surinamu została powołana komisja do wyjaśnienia przyczyn wypadku:
Prognoza pogody, którą piloci otrzymali przed lądowaniem różniła się bardzo od poprzedniej informacji pogodowej, według której widoczność wynosiła 6 km. Ponadto ILS na lotnisku Paramaribo-Zanderij w Paramaribo był niezdatny do użytku, załoga wiedząc o tym mimo to kontynuowała podejście ILS.
Gdy z powodu awarii ILS samolot zszedł zbyt nisko, w kabinie rozległy się dźwięki ostrzegawcze, które załoga zignorowała. Ponadto piloci mimo braku widzialności pasa startowego zeszli poniżej wysokości minimalnej zarówno dla VOR/DME jak i dla ILS. Piloci chcieli lądować również z powodu kończącego się paliwa.
NTSB wykryło również, że kapitan nie miał aktualnych uprawnień na samolot typu Douglas DC-8, a tylko na małe samoloty jednosilnikowe, jednak linie lotnicze tego nie zauważyły. Nie uwzględniły również, że ma on 66 lat – przepisy zabraniają pełnienia funkcji kapitana statku powietrznego po ukończeniu 60. roku życia. Okazało się też, że drugi pilot przedstawił fałszywe licencje i dokumenty tożsamości – na podstawie odcisków palców udało się ustalić, że był 45-letnim byłym pilotem wojskowym US Air Force, bez uprawnień do pilotażu samolotów pasażerskich.